# Drapeau du Wyoming
Le drapeau du Wyoming (en anglais : Flag of Wyoming) est le drapeau officiel de l'État américain du Wyoming. Il représente une silhouette d'un bison d'Amérique du Nord estampillé du sceau de l'État. Le fond du drapeau est bleu avec autour un liseré rouge et blanc, les couleurs du drapeau américain.
Le drapeau est créé par Verna Keays, qui remporte la compétition pour le dessin du drapeau. Il est adopté le 31 janvier 1917 par la signature d'une loi d'État en ce sens par le gouverneur Robert D. Carey (en).